# پلوتیه
پلوتیه (به اسپانیایی: Plottier) یک منطقهٔ مسکونی در آرژانتین است که در بخش کنفلوئنسیا واقع شده‌است. پلوتیه ۳۲٬۳۹۰ نفر جمعیت دارد و ۲۶۰ متر بالاتر از سطح دریا واقع شده‌است.